# (98722) Elenaumberto
(98722) Elenaumberto est un astéroïde de la ceinture principale.

## Description
(98722) Elenaumberto est un astéroïde de la ceinture principale. Il fut découvert le 22 décembre 2000 à Ceccano par Gianluca Masi. Il présente une orbite caractérisée par un demi-grand axe de 2,58 UA, une excentricité de 0,20 et une inclinaison de 12,0° par rapport à l'écliptique.

## Compléments